# Uniunea Statală Rusia-Belarus

Uniunea Statală Rusia-Belarus

Uniunea Statală Rusia-Belarus sau Uniunea Statală (în rusă Союзное государство, în belarusă Саюзная дзяржава, cu alfabet Łacinka: Sajuznaja dziaržava) este o organizație internațională formată prin asocierea a două tratate: Tratatul Uniunii Bielorusiei și Rusiei (semnat la Minsk pe 2 aprilie 1997) și Tratatul Uniunii Slave (semnat la Moscova pe 8 decembrie 1999). 
Uniunea Statală Rusia-Belarus, pe scurt Uniunea Rusia-Belarus, nu este membră a Organizației Națiunilor Unite iar statele ce o compun își conservă integral suveranitatea. 

## Înființarea
Inițial, Comunitatea Rusiei și Belarusului s-a înființat la 2 aprilie 1996. Baza uniunii a fost întărită un an mai târziu, la 2 aprilie 1997, cu semnarea „tratatului de uniune între Belarus și Rusia”, moment în care uniunea a fost denumită Uniunea între Belarus și Rusia. Alte câteva acorduri s-au semnat la 25 decembrie 1998, cu intenția de a mări gradul de integrare politică, economică și socială.
Natura entității politice originare a rămas, însă, extrem de vagă. Sub presiunea adversarilor săi politici, care susțineau unirea celor două țări și sub cea a președintelui Belarusului Alexandr Lukașenko, care încerca să lege economia deosebit de slabă a țării sale de cea a Rusiei, președintele rus de atunci, Boris Elțin, a inițiat înființarea uniunii în scopul de a armoniza diferențele politice și economice între cele două țări. O propunere similară fusese avansată de președintele kazah Nursultan Nazarbayev în 1994, în ideea unei „Uniuni Eurasiatice”, dar această propunere nu a fost niciodată adoptată sau analizată serios. Tratatul de Înființare a Uniunii Statale a Rusiei și Belarusului a fost semnat la 8 decembrie 1999. Intenția a fost aceea de a realiza o federație similară Uniunii Sovietice, cu un singur președinte, parlament, drapel, stemă, imn, constituție, armată, cetățenie, monedă etc. Uniunea a fost ratificată de Duma de Stat a Rusiei la 22 decembrie 1999 și de Adunarea Națională a Belarusului la 26 ianuarie 2000, dată la care tratatul a intrat oficial în vigoare.

## Aderarea altor țări
Și Serbia a anunțat intenția de a adera la această uniune în 1999; în 2007, premierul Tomislav Nikolić a reiterat această dorință, dar de atunci Serbia nu a mai făcut niciun pas în vederea aderării, și și-a depus în schimb oficial candidatura pentru aderarea la Uniunea Europeană. Similar, președintele Vladimir Voronin al Republicii Moldova și-a exprimat intenția de a adera, dar din 2009 în această țară a venit la putere o coaliție de partide ce susțin integrarea în UE.
Două state cu o recunoaștere limitată pe plan internațional (recunoscute doar de Rusia, Nicaragua, Venezuela și Nauru), Osetia de Sud și Abhazia, au statut de observator la lucrările parlamentare, începând cu 2008.

## Integrare economică
În noiembrie 2021, Rusia și Belarus au semnat 28 de programe în cadrul Uniunii Statale cu obiectivul de a aprofunda integrarea economică între cele două țări.